# Lucas Arnold Ker
Lucas Arnold Ker (ur. 12 października 1974 w Buenos Aires) – argentyński tenisista, reprezentant w Pucharze Davisa.

## Kariera tenisowa
Karierę tenisową rozpoczął w roku 1994. W singlu najwyżej sklasyfikowany był w lipcu 1998 roku na 77. miejscu. Znaczny wkład w awans do pierwszej setki rankingowej miały występy w wielkoszlemowych turniejach. Wygrywał również rozgrywki z serii ATP Challenger Tour i ITF Men's Circuit.
W grze podwójnej wygrał 15 turniejów rangi ATP World Tour oraz 18 razy dochodził do finałów. Najlepszym wielkoszlemowym wynikiem Argentyńczyka w deblu jest półfinał French Open z 1997 roku. Na początku marca 2004 roku zajmował 21. pozycję w indywidualnym rankingu deblistów.
Od roku 1997 jest również reprezentantem Argentyny w Pucharze Davisa. Do największych jego osiągnięć w tej imprezie tenisowej należą półfinały z roku 2002 i 2003.
W sezonie 2002 był w składzie drużyny argentyńskiej, która wygrała Drużynowy Puchar Świata w tenisie ziemnym. Wspólnie z José Acasuso, Guillermem Cañasem i Gastónem Etlisem doszedł do finału turnieju, w którym Argentyna pokonała reprezentację Rosji 3:0.
Znaczący wpływ na przebieg kariery tenisowej Argentyńczyka miał rak jądra, który wykryto u niego we wrześniu 2006 roku. Jednak leczenie przebiegło pomyślnie i wznowił karierę w 2008 roku.

### Finały w turniejach ATP World Tour
| Legenda                                      |
| -------------------------------------------- |
| Wielki Szlem                                 |
| Igrzyska olimpijskie                         |
| Tennis Masters Cup / ATP Finals              |
| ATP Masters Series / ATP Tour Masters 1000   |
| ATP International Series Gold / ATP Tour 500 |
| ATP International Series / ATP Tour 250      |

#### Gra podwójna (15–18)
| Końcowy wynik | Nr  | Data                 | Turniej         | Nawierzchnia    | Partner          | Przeciwnicy                           | Wynik finału        |
| ------------- | --- | -------------------- | --------------- | --------------- | ---------------- | ------------------------------------- | ------------------- |
| Zwycięzca     | 1.  | 11 sierpnia 1996     | San Marino      | Ceglana         | Pablo Albano     | Mariano Hood Sebastián Prieto         | 6:1, 6:3            |
| Finalista     | 1.  | 6 października 1996  | Marbella        | Ceglana         | Pablo Albano     | Andrew Kratzmann Jack Waite           | 7:6, 3:6, 4:6       |
| Zwycięzca     | 2.  | 13 czerwca 1999      | Merano          | Ceglana         | Jaime Oncins     | Marc-Kevin Goellner Eric Taino        | 6:4, 7:6            |
| Zwycięzca     | 3.  | 15 sierpnia 1999     | San Marino      | Ceglana         | Mariano Hood     | Petr Pála Pavel Vízner                | 6:3, 6:2            |
| Zwycięzca     | 4.  | 19 września 1999     | Majorka         | Ceglana         | Tomás Carbonell  | Alberto Berasategui Francisco Roig    | 6:1, 6:4            |
| Zwycięzca     | 5.  | 3 października 1999  | Bukareszt       | Ceglana         | Martín García    | Marc-Kevin Goellner Francisco Montana | 6:3, 2:6, 6:3       |
| Finalista     | 2.  | 13 lutego 2000       | San José        | Twarda (hala)   | Eric Taino       | Jan-Michael Gambill Scott Humphries   | 1:6, 4:6            |
| Zwycięzca     | 6.  | 12 marca 2000        | Bogota          | Ceglana         | Pablo Albano     | Juan Balcells Mauricio Hadad          | 7:6(4), 1:6, 6:2    |
| Finalista     | 3.  | 23 lipca 2000        | Stuttgart       | Ceglana         | Donald Johnson   | Jiří Novák David Rikl                 | 7:5, 2:6, 3:6       |
| Zwycięzca     | 7.  | 18 lutego 2001       | Viña del Mar    | Ceglana         | Tomás Carbonell  | Mariano Hood Sebastián Prieto         | 6:4, 2:6, 6:3       |
| Zwycięzca     | 8.  | 25 lutego 2001       | Buenos Aires    | Ceglana         | Tomás Carbonell  | Mariano Hood Sebastián Prieto         | 5:7, 7:5, 7:6(5)    |
| Finalista     | 4.  | 17 lutego 2002       | Viña del Mar    | Ceglana         | Luis Lobo        | Gastón Etlis Martín Rodríguez         | 3:6, 4:6            |
| Finalista     | 5.  | 28 kwietnia 2002     | Barcelona       | Ceglana         | Gastón Etlis     | Michael Hill Daniel Vacek             | 4:6, 4:6            |
| Finalista     | 6.  | 28 lipca 2002        | Kitzbühel       | Ceglana         | Àlex Corretja    | Robbie Koenig Thomas Shimada          | 6:7(3), 4:6         |
| Zwycięzca     | 9.  | 29 września 2002     | Palermo         | Ceglana         | Luis Lobo        | František Čermák Leoš Friedl          | 6:4, 4:6, 6:2       |
| Finalista     | 7.  | 23 lutego 2003       | Buenos Aires    | Ceglana         | David Nalbandian | Mariano Hood Sebastián Prieto         | 2:6, 2:6            |
| Finalista     | 8.  | 13 kwietnia 2003     | Estoril         | Ceglana         | Mariano Hood     | Mahesh Bhupathi Maks Mirny            | 1:6, 2:6            |
| Zwycięzca     | 10. | 4 maja 2003          | Walencja        | Ceglana         | Mariano Hood     | Brian MacPhie Nenad Zimonjić          | 6:1, 6:7(7), 6:4    |
| Finalista     | 9.  | 13 lipca 2003        | Båstad          | Ceglana         | Mariano Hood     | Simon Aspelin Massimo Bertolini       | 7:6(3), 0:6, 4:6    |
| Zwycięzca     | 11. | 28 września 2003     | Palermo         | Ceglana         | Mariano Hood     | František Čermák Leoš Friedl          | 7:6(6), 6:7(3), 6:4 |
| Finalista     | 10. | 26 października 2003 | Bazylea         | Dywanowa (hala) | Mariano Hood     | Mark Knowles Daniel Nestor            | 4:6, 2:6            |
| Zwycięzca     | 12. | 22 lutego 2004       | Buenos Aires    | Ceglana         | Mariano Hood     | Federico Browne Diego Veronelli       | 7:5, 6:7(2), 6:4    |
| Finalista     | 11. | 25 lipca 2004        | Kitzbühel       | Ceglana         | Martín García    | František Čermák Leoš Friedl          | 3:6, 5:7            |
| Zwycięzca     | 13. | 19 września 2004     | Bukareszt       | Ceglana         | Mariano Hood     | José Acasuso Óscar Hernández          | 7:6(5), 6:1         |
| Zwycięzca     | 14. | 3 października 2004  | Palermo         | Ceglana         | Mariano Hood     | Gastón Etlis Martín Rodríguez         | 7:5, 6:2            |
| Finalista     | 12. | 31 października 2004 | Bazylea         | Dywanowa (hala) | Mariano Hood     | Bob Bryan Mike Bryan                  | 6:7(9), 2:6         |
| Finalista     | 13. | 10 kwietnia 2005     | Walencja        | Ceglana         | Mariano Hood     | Fernando González Martín Rodríguez    | 4:6, 4:6            |
| Zwycięzca     | 15. | 22 maja 2005         | St. Pölten      | Ceglana         | Paul Hanley      | Martin Damm Mariano Hood              | 6:3, 6:4            |
| Finalista     | 14. | 7 sierpnia 2005      | Sopot           | Ceglana         | Sebastián Prieto | Mariusz Fyrstenberg Marcin Matkowski  | 6:7(7), 4:6         |
| Finalista     | 15. | 7 maja 2006          | Estoril         | Ceglana         | Leoš Friedl      | Lukáš Dlouhý Pavel Vízner             | 3:6, 1:6            |
| Finalista     | 16. | 23 lipca 2006        | Amersfoort      | Ceglana         | Christopher Kas  | Alberto Martín Fernando Vicente       | 4:6, 3:6            |
| Finalista     | 17. | 20 lipca 2008        | Kitzbühel       | Ceglana         | Olivier Rochus   | James Cerretani Victor Hănescu        | 3:6, 5:7            |
| Finalista     | 18. | 15 lutego 2009       | Costa do Sauípe | Ceglana         | Juan Mónaco      | Marcel Granollers Tommy Robredo       | 4:6, 5:7            |